# Gran (Norvegia)
Gran este o comună din provincia Innlandet, Norvegia.